# Fujiwara Takamitsu (Kanjūji)
Fujiwara Takamitsu (藤原隆光, [973 –] Erro: {{japonês}}: texto da transliteração contém caractere não latino (pos 5) (ajuda)),  membro da Corte durante o Período Heian da História do Japão.

## Vida
Este membro do Ramo Kanjūji do Clã Fujiwara era filho de Fujiwara Nobutaka.

## Carreira
Serviu os seguintes imperadores : Ichijo (1000 até 1011), Sanjo (1011 até 1016),  Go-Ichijo (1016 até 1036).
Iniciou sua carreira em 24 de janeiro de 1000 quando foi trabalhar na Dispensa Imperial (主殿寮, Shudenryō) do  Ministério da Casa Imperial (宮内省, Kunai-Shō), em 1001 foi trabalhar no Kurōdodokoro (um órgão criado para cuidar dos arquivos do imperador e documentos imperiais bem como atender as várias necessidades pessoais do soberano) durante o reinado do Imperador Ichijo, em 1005 é transferido para o Ministério do Cerimonial (式部省, Shikibu-shō).
Em 1023 foi promovido a Secretário Senior (大進, Taishin) do Palácio da Imperatriz (皇后宮, Kōgō Miya) e no ano seguinte (1024) conseguiu sua classificação como  Quinto Grau Senior Baixo (正五位下, shōgoige), já em 1030 ganhou a classificação de Quarto Grau Senior Baixo (正四位下, shōshiige) e passou a servir como  Governador (国司, Kokushi) em Echizen, Chikuzen, Bitchū, Bizen.
| Precedido por Fujiwara Nobutaka | -- 7º Líder dos Kanjūji Fujiwara | Sucedido por Fujiwara Takashikata |